# Palacio del obispo Solís
El palacio del obispo Solís es un edificio de sobrio estilo neoclásico situado en la calle Real de Miajadas (Cáceres, Extremadura, España).
Fue casa solariega de la rama de la familia Solís asentada en Miajadas. Debe su nombre al obispo Alonso de Solís Marroquín y Gragera, quien fue su propietario en el siglo XVIII, residió en ella ocasionalmente e hizo incorporar a la fachada principal su escudo.
Desde de 2008se puede visitar; funciona como biblioteca municipal, albergando también el Museo Massa Solís y una colección de grabados antiguos y cartografía.

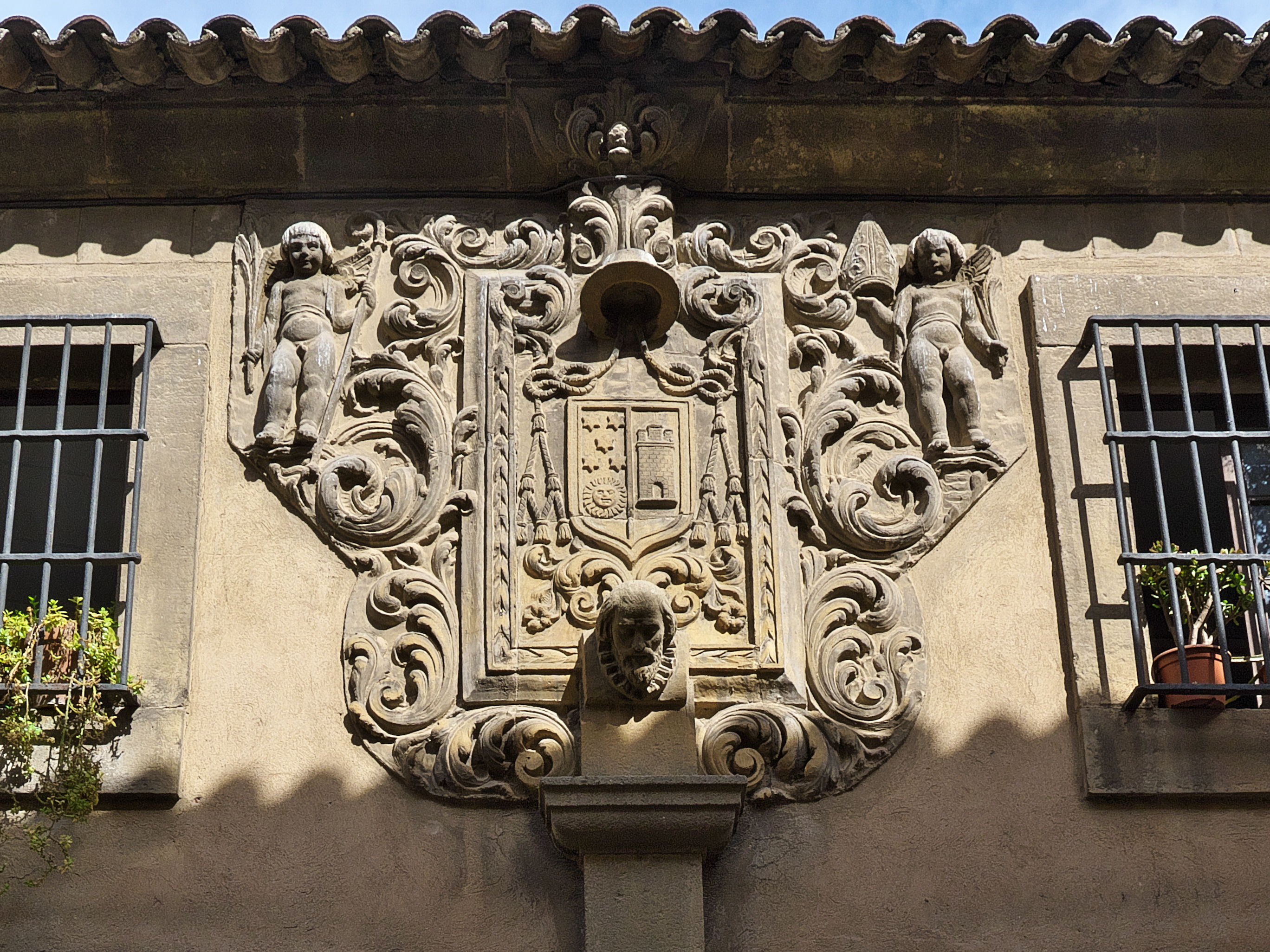
Escudo del obispo Alonso Solís en el Pueblo Español de Barcelona.

En el Pueblo Español de Barcelonase encuentra una réplica de esta casa palacio.

## Descripción
La fachada original contaba inicialmente con un solo cuerpo a dos alturas de líneas muy sencillas, dividido en seis tramos por pilastras de sillería adosados a los lienzos de mampostería de la pared. En cada tramo se abren grandes vanos adintelados en el piso principal, protegidos por vierteaguas, y vanos menores en la segunda planta. Sus trazas poseen cierta pureza neoclásica, como corresponde a su época de construcción, mediado el siglo XVIII.

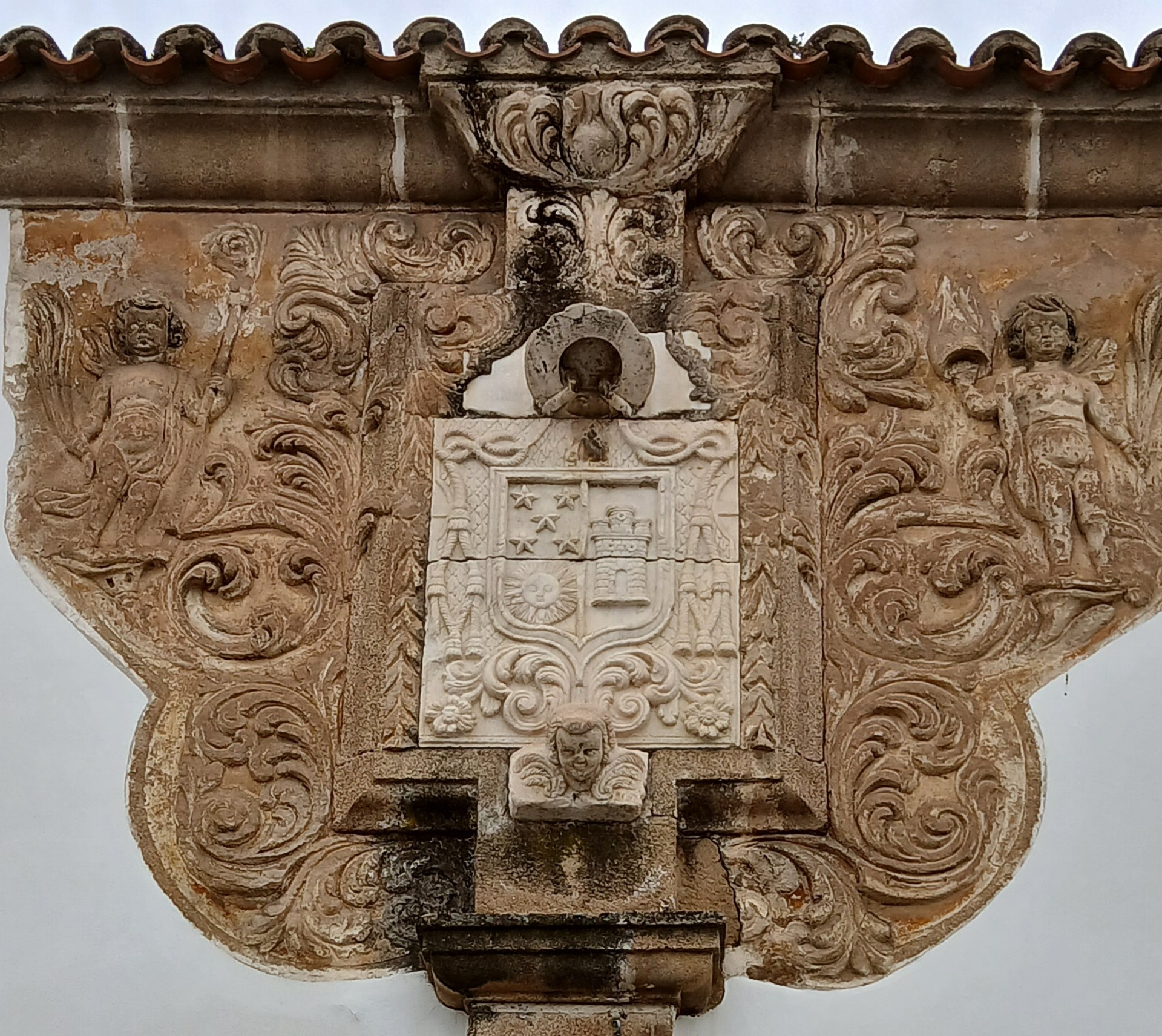
Escudo del obispo en Miajadas.

Destacan en esta fachada dos elementos originales, si bien de carácter opuesto. En primer lugar, el escudo esculpido en mármol blanco de acarreo. Es el elemento más barroco y llamativo de toda la fachada, situado entre su segundo y tercer tramo. Se trata de un escudo partido en el que figuran, en diestra cortada, cinco estrellas de cinco puntas en jefe sobre un sol, arma de los Solís; y en siniestra, castillo de tres torres almenadas. Tras el escudo asoman los extremos de la cruz de Santiago, por pertenecer a esa orden el prelado. Timbra el escudo un capelo eclesiástico en altorrelieve, del que penden los cordones propios de la dignidad episcopal con sus tres borlones. Bajo ellos aparecen dos rosas con decoración vegetal, y en la base del escudo la cabeza y alas de un angelote tenante en altorrelieve. En torno al mármol continúa la profusa decoración en granito con relieves de guirnaldas y acantos que hacen contrastar sus curvas con la geometría del escudo. A los lados, dos ángeles en medio relieve amparan el escudo portando en una de sus manos uno de los símbolos del obispado: mitra o báculo, y en la otra, sendas palmas. Se trata del mismo escudo que aparece en la capilla de santa Bárbara o de los Cabezas de la catedral de Badajoz en la cual está enterrado el obispo.

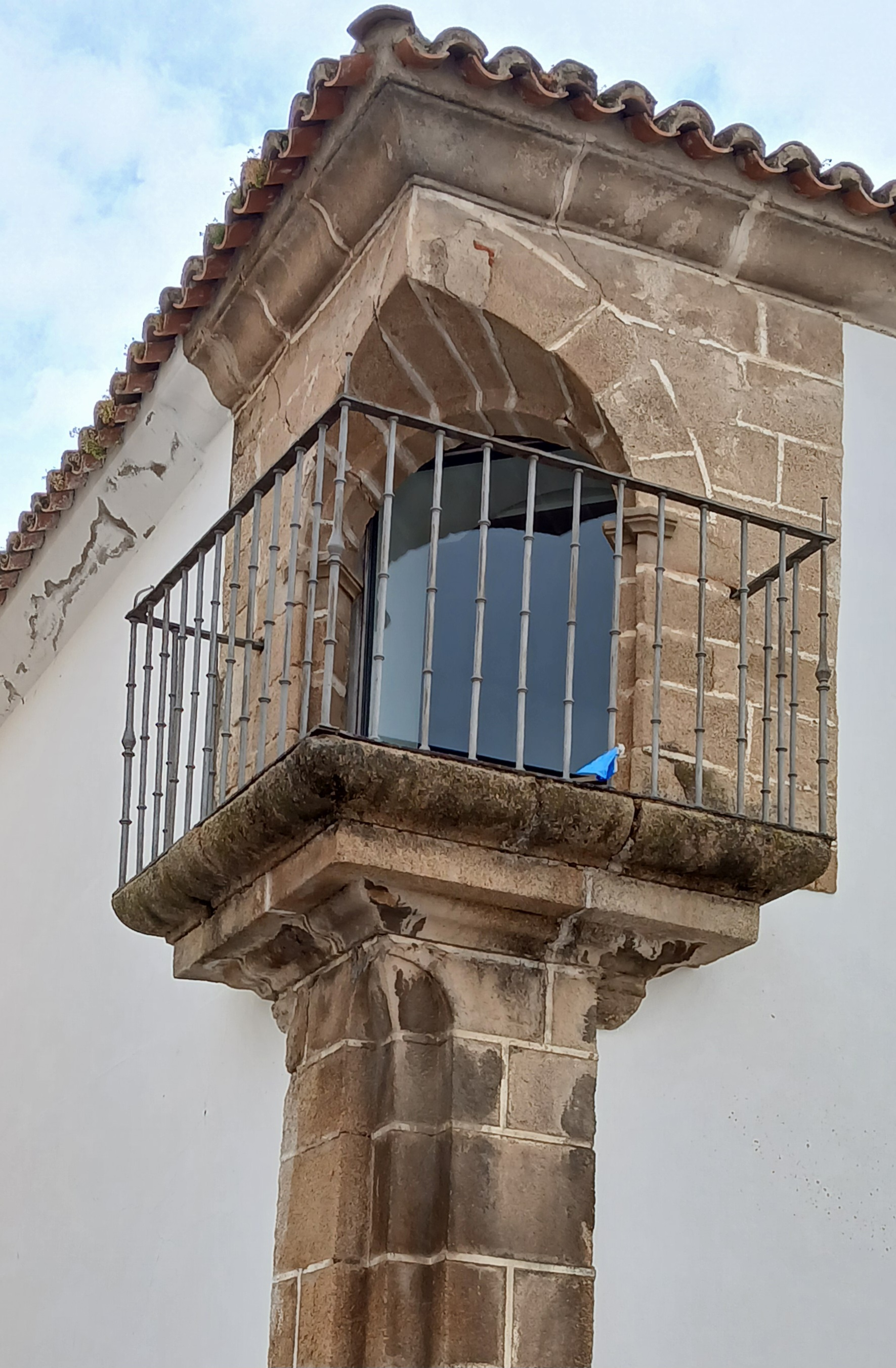
Balcón de esquina. Detalle.

Fachada del palacio del obispo Solís en Miajadas y balcón.

En segundo lugar, en el extremo oeste, se encuentra el recogido balcón de esquina. Único en la localidad, este tipo de balcón angular aparece en otros muchos palacios extremeños del renacimiento tardío con ejemplos admirables. En este de Miajadas destacan su sobriedad y sencillez claustrales, en consonancia con el resto del edificio. Apoyado sobre un pilar compuesto, embutido en la esquina, presenta un arco de medio punto ligeramente abocinado hasta formar en ángulo recto.
Los tres tramos orientales de la fachada fueron reformados en la primera mitad del siglo XX para hacer habitable el piso superior. Los techos se levantaron, aumentando la luz de los vanos de esa planta, a los que se dotó de golas y rejería flordelisada. Se añadió una imposta y las pilastras se remataron con esferas herrerianas sobre la cornisa. A esta época pertenece el escudo acolado sobre la ventana del tramo del portal, con armas de Cassillas y Cabeza de Vaca.
A partir de 2006 fue completamente reformado su interior para adaptarlo como espacio de cultura. Se respetaron las diversas bóvedas interiores de arista, paraguas o cañón con disposición de los ladrillos en sardinel. 
Los escudos de la fachada son bienes de interés cultural, según la disposición adicional 2.ª de la Ley 2/1999, y están inventariados por la Junta de Extremadura. El edificio se halla catalogado como protegido en el Plan General Municipal de Miajadas.

## Historia
La genealogía de los Solís ha sido estudiada por diversos autores siendo los de esta rama de la familia originarios de Almoharín, donde residía Sebastián de Solís. Tres generaciones más adelante, en 1691, nace en Miajadas Pedro de Solís Gragera, quien contrajo matrimonio en 1712 en esta villa con Juana Rosalía Marroquín, natural de la misma villa; ellos fueron los padres de Alonso Solís Marroquín y Gragera, futuro obispo de Badajoz. 
El obispo Solís fue un personaje notable en su tiempo. Nació en Miajadas el 14 de septiembre de 1716, siendo bautizado en la iglesia de Santiago. Estudió en el Colegio del Rey de Salamanca, perteneciente a la orden militar de Santiago, doctorándose en derecho. Ejerció la vicaría santiaguista de Segura de la Sierra, y más tarde la de Jerez de los Caballeros. Pasa luego a Roma como procurador de las Órdenes Militares, donde fue nombrado obispo in partibus con título de la Orden de Santiago en 1757. De vuelta en España, años más tarde es elegido para ocupar la cátedra del obispado de Badajoz en 1783. Desde ese cargo promovió la corriente ilustrada, desarrollando grandes reformas como la del Seminario Conciliar de S. Atón de Badajoz, que da lugar a la primera universidad en Extremadura y creando la primera biblioteca pública de Badajoz, a la que incorpora los libros de su biblioteca particular. Murió en su sede el 9 de febrero de 1797. Se efectuó su entierro en la capilla de santa Bárbara de la catedral.

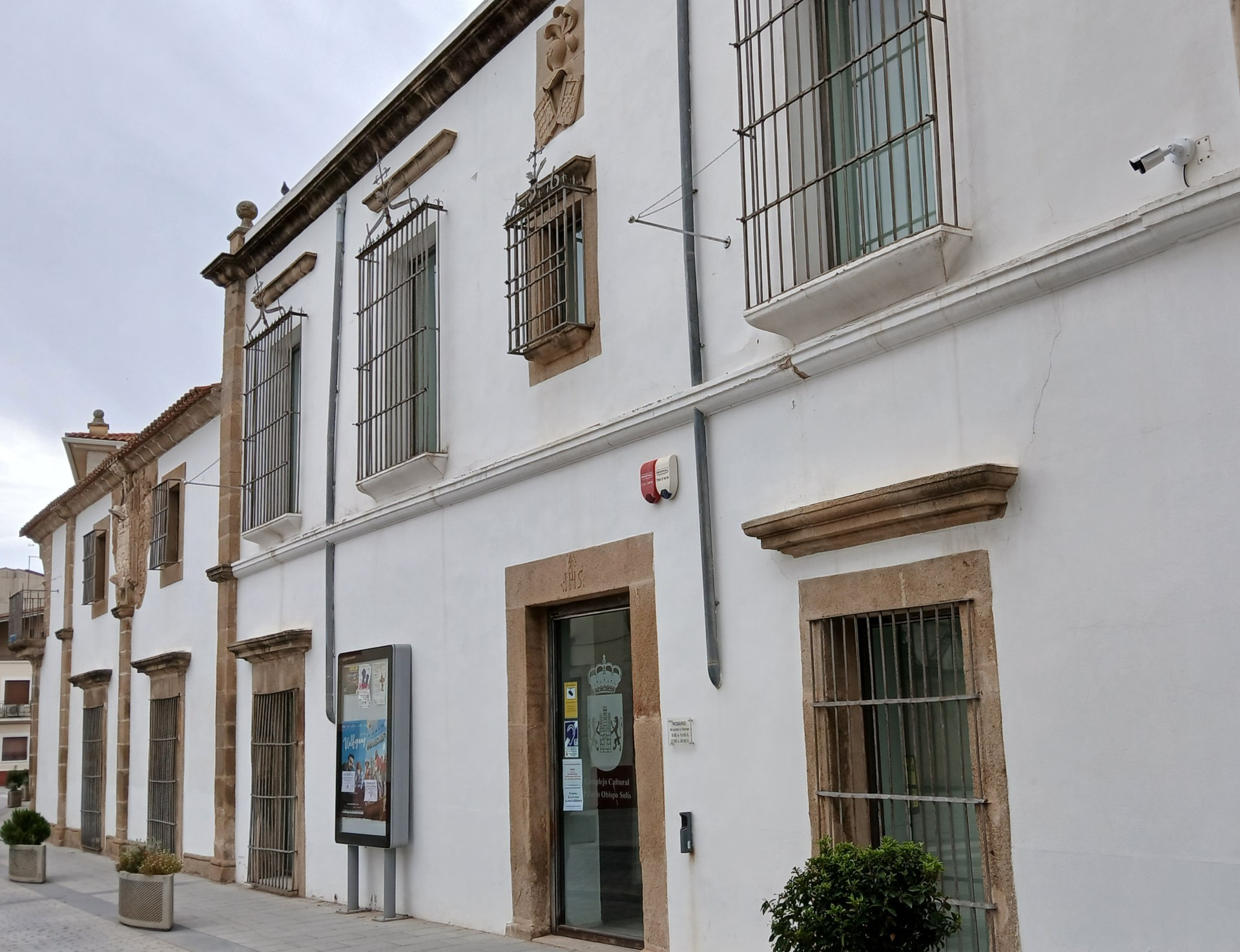
Fachada del palacio del obispo Solís.

El obispo había fundado mayorazgo el 4 de enero de 1785 y al fallecer pasaron sus propiedades y la casa familiar a su sobrina nieta María Josefa de Solís Becerra, quien había nacido en Miajadas en 1785 y fallecería en Villafranca de los Barros en 1861. Por sucesivos matrimonios de sus descendientes la casa pasa a los Hidalgo Solís, luego a los Cabeza de Vaca e Hidalgo y por último a Francisco Cassillas Cabeza de Vaca, quien lleva a cabo las reformas ya referidas. Fue esta familia la que lo habita y cuida desde el último cuarto del siglo XIX hasta finales del XX, quedando deshabitado en la década de 1970.

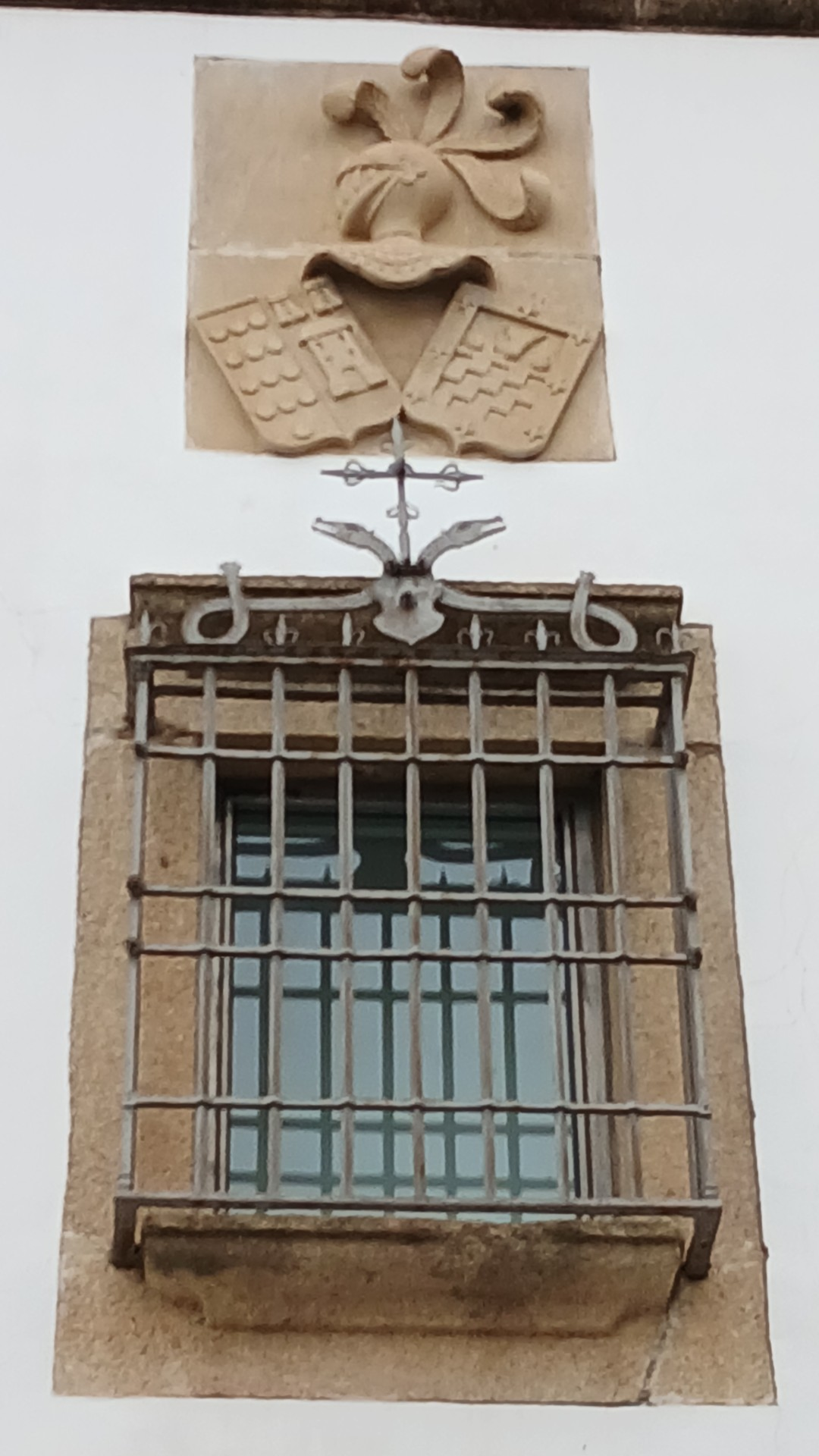
Escudos de los Cassillas y Cabeza de Vaca. Rejería.

Con una extensión de unos 1800m2, además de capilla abovedada, zaguanes, salones, escalera de mármol y dormitorios que daban al jardín a través de una galería de cinco arcos de medio punto, el palacio contaba con extensas dependencias: despensas, leñera, carbonera, pozos, prensa de aceite, bodega, cochera, corral, cuadras, cochiqueras y graneros de avena y trigo. Estas dependencias desaparecen al segregarse parte de la finca en el año 2000, mientras que el jardín y el edificio principal pasan a formar parte del patrimonio municipal en 2001 y la Junta de Extremadura los rehabilita. Las obras duraron de 2003 a 2008, cuando fue inaugurado como centro cultural y biblioteca.